# Ligne S8 du RER bruxellois
Pour les articles homonymes, voir S8.
La ligne S8 du RER bruxellois, plus simplement nommée S8, est une ligne de train de l'offre ferroviaire suburbaine à Bruxelles, composante du projet Réseau express régional bruxellois, elle relie Bruxelles-Midi à Ottignies ou Louvain-la-Neuve.
Elle emprunte les infrastructures de la jonction Nord-Midi et de la ligne 161 (Bruxelles-Nord - Namur).
Aux heures de pointe les jours ouvrables, un service de trains supplémentaires appelés ligne S81 se rajoute aux trains de la ligne S8 sans desservir la Jonction Nord-Midi, saturée. Ces trains partent de la gare de Schaerbeek et marquent moins d’arrêts que les trains S8.

## Histoire
Les lignes S8 et S81 font partie de l'offre ferroviaire S de Bruxelles lancée le 13 décembre 2015,.
Elles permettent la desserte de la ligne 161 entre Bruxelles-Nord ou Schaarbeek et Ottignies ainsi que la ligne 161D entre Ottignies et Louvain-la-Neuve.
Elle est actuellement exploitée au rythme de deux trains par heure en semaine (+ quelques trains S81) et un train par heure les weekends et jours fériés.
En semaine, entre Ottignies et Louvain-la-Neuve, un train sur deux (davantage en heure de pointe) circule de et vers Bruxelles. En plus de ces trains, il existe un service de navette qui circule uniquement entre les gares d’Ottignies et de Louvain-la-Neuve les jours ouvrables, les weekends et jours fériés. 
Depuis le 12 décembre 2021, la prolonge l'une des deux dessertes horaires Louvain-la-Neuve - Bruxelles-Midi en direction de Zottegem. Ces trains S8 (au numéro commençant par 39) desservant les gares d'Anderlecht, Denderleeuw, Welle, Haaltert, Ede, Burst, Terhagen, Herzele, Hillegem et Zottegem,. Ces nouvelles dessertes doivent permettre de renforcer les trains de la ligne S3 entre Bruxelles-Nord et Zottegem sans augmenter l'encombrement de la jonction nord-midi et de mieux desservir la Vrije Universiteit Brussel (VUB), université néerlandophone située près de la gare d'Etterbeek. 

## Liste des gares

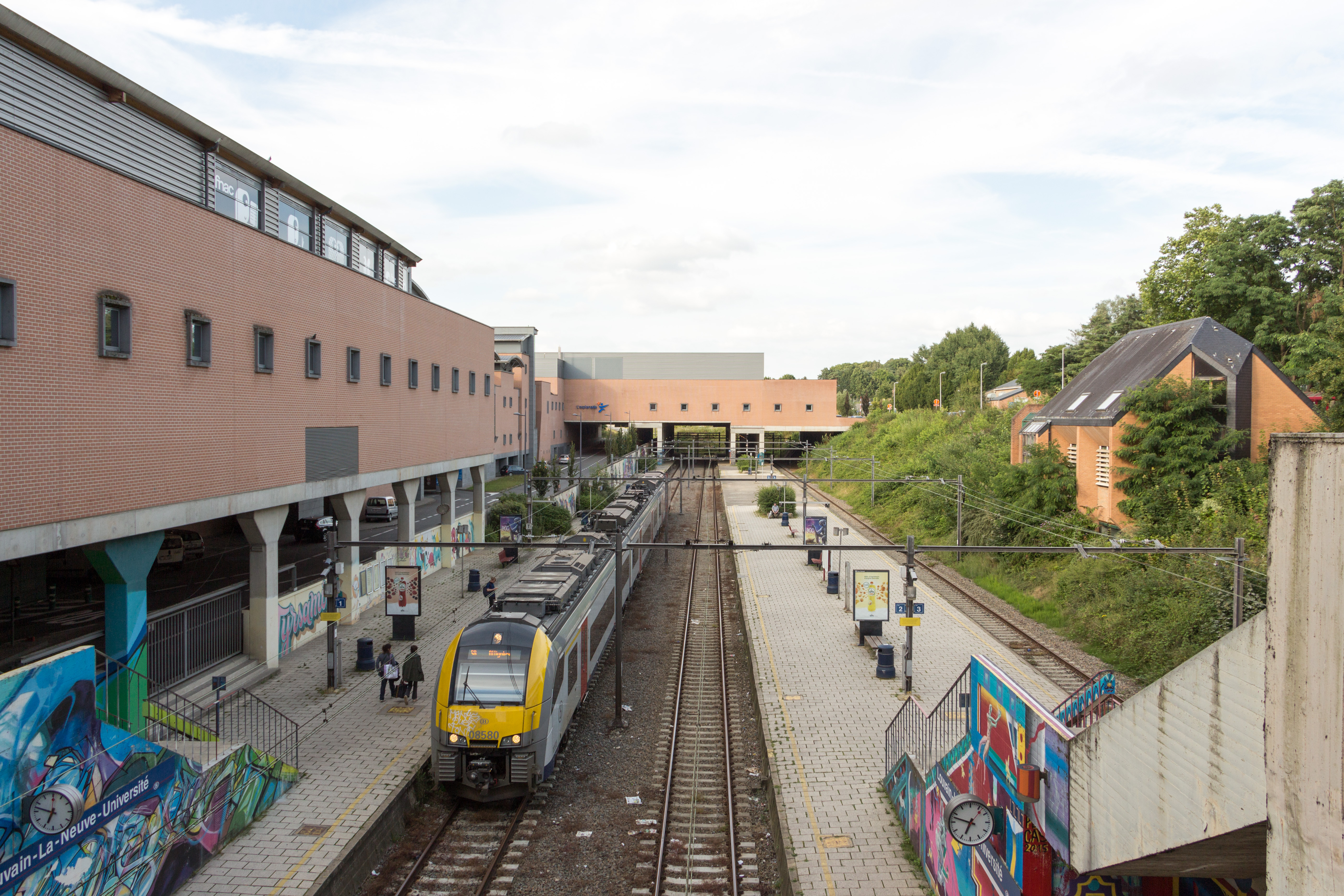
La gare de Louvain-la-Neuve est un des terminus de la ligne S8

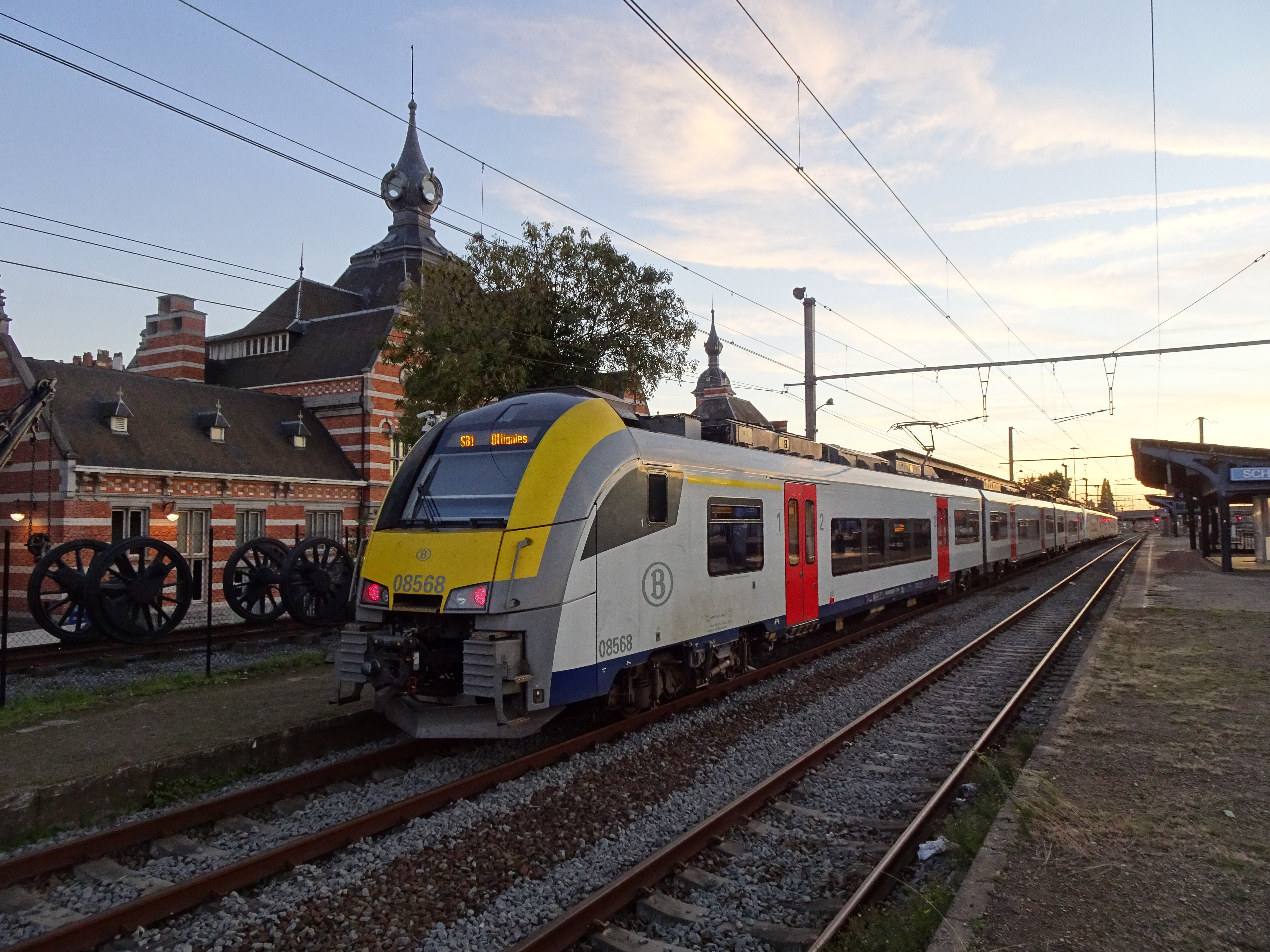
Un train de la ligne S81 attend le départ en gare de Schaerbeek en fin d’après-midi

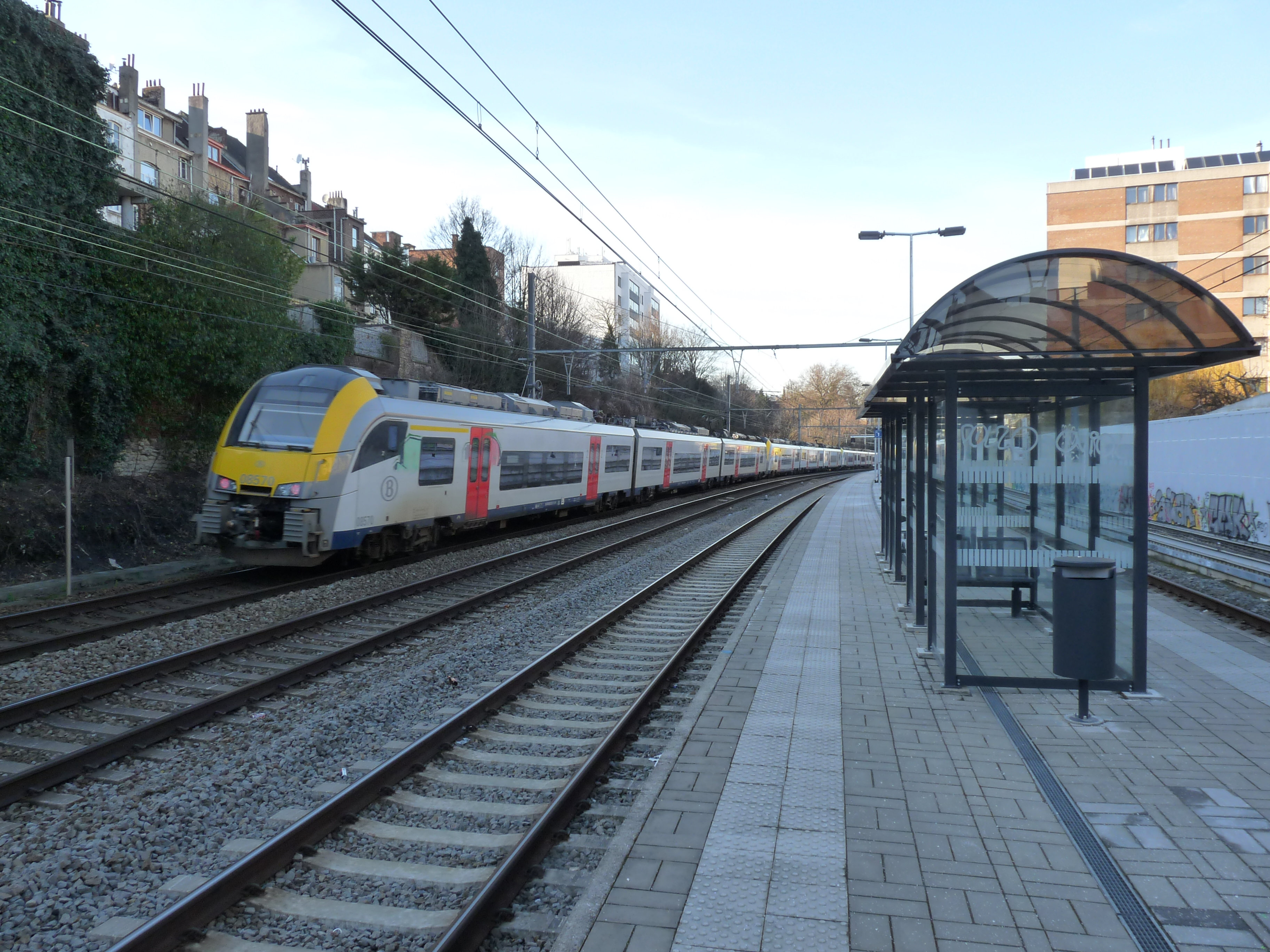
Les lignes S8 et S81 ne desservent pas la gare de Germoir et passent sans s’arrêter sur les voies directes

La desserte de la ligne S8 comporte les gares suivantes :
- Zottegem (un train par heure, uniquement en semaine)
- Hillegem (idem)
- Herzele (idem)
- Terhagen (idem)
- Ede (idem)
- Haaltert (idem)
- Welle (idem)
- Denderleeuw (idem)
- Anderlecht (un train par heure, uniquement en semaine)

- Bruxelles-Midi (uniquement les S8, gare terminus sauf en semaine)
- Bruxelles-Central (uniquement les S8)
- Bruxelles-Nord (uniquement les S8)
- Schaerbeek (uniquement les S81)
- Schuman
- Bruxelles-Luxembourg
- Etterbeek
- Watermael (un train par heure)
- Boitsfort
- Groenendael
- Hoeilaart (un train par heure)
- La Hulpe
- Genval
- Rixensart
- Profondsart (un train par heure)
- Ottignies (terminus pour les trains-navette ou certains trains de et vers Bruxelles)
- Louvain-la-Neuve

En semaine, trois trains S8 vers/depuis Louvain-la-Neuve sont prolongés en heure de pointe : le matin, le S8 3955 part d'Audenarde et dessert les gares de Boucle-Saint-Denis et Munkzwalm tandis que le train 6557 circule entre Grammont et Bruxelles-Midi en tant que S6 7572. L'après-midi, le S8 6586 effectue le parcours inverse, devenant le S6 8572 (Bruxelles-Midi - Grammont).

## Exploitation

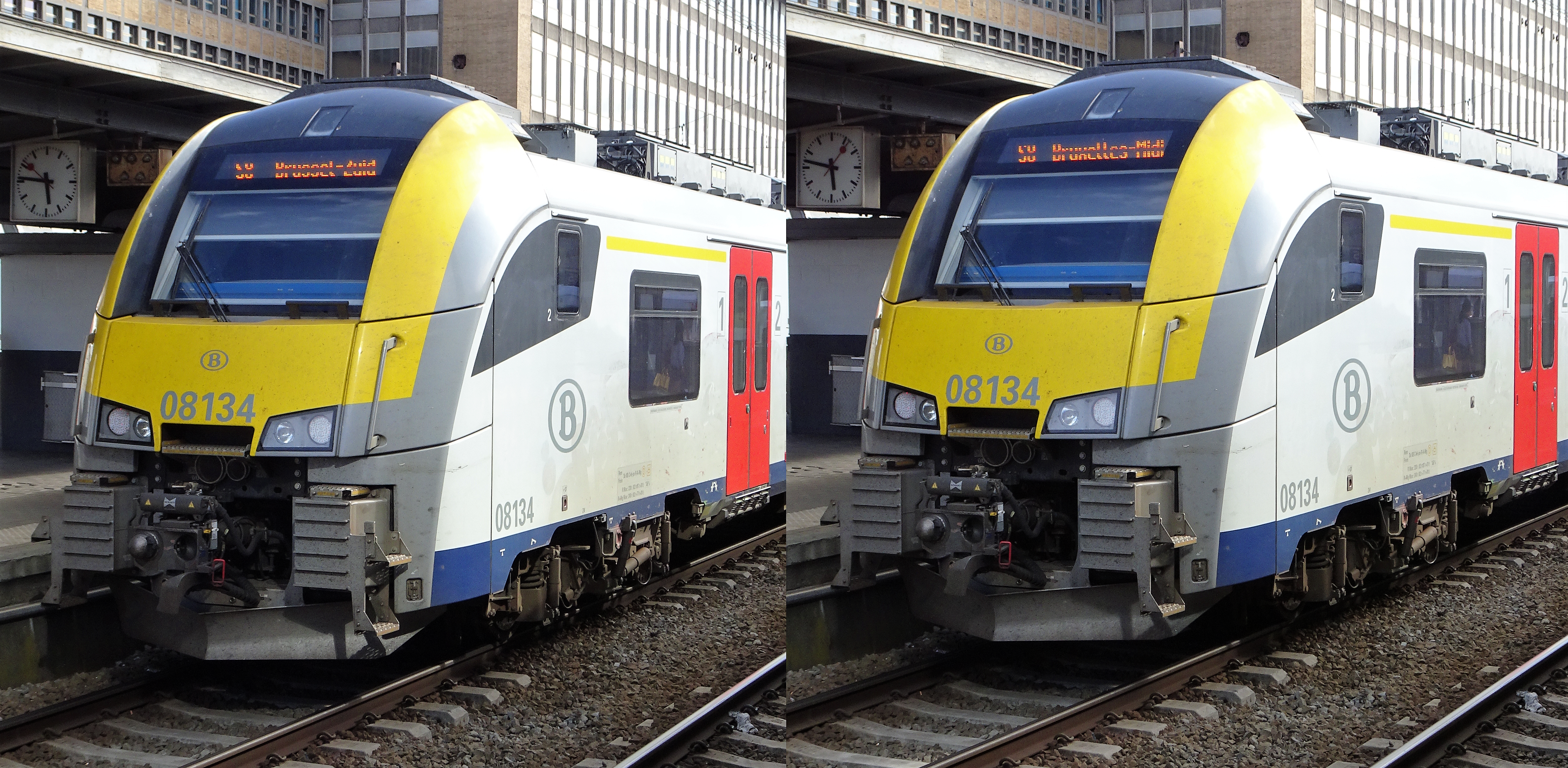
Affichage électronique d'un train de la ligne S8

### Matériel roulant
Tous les trains réguliers des lignes S8 et S81 sont composés d’automotrices Siemens Desiro ML série AM08 de la SNCB. La plupart des trains sont composés de deux automotrices (soit six voitures) ou trois automotrices (neuf voitures). Aux heures creuses ainsi que les weekends et jours fériés, ils sont composés d'une seule AM08 (trois voitures) et les trains S81 ne circulent pas.

### Lignes parcourues

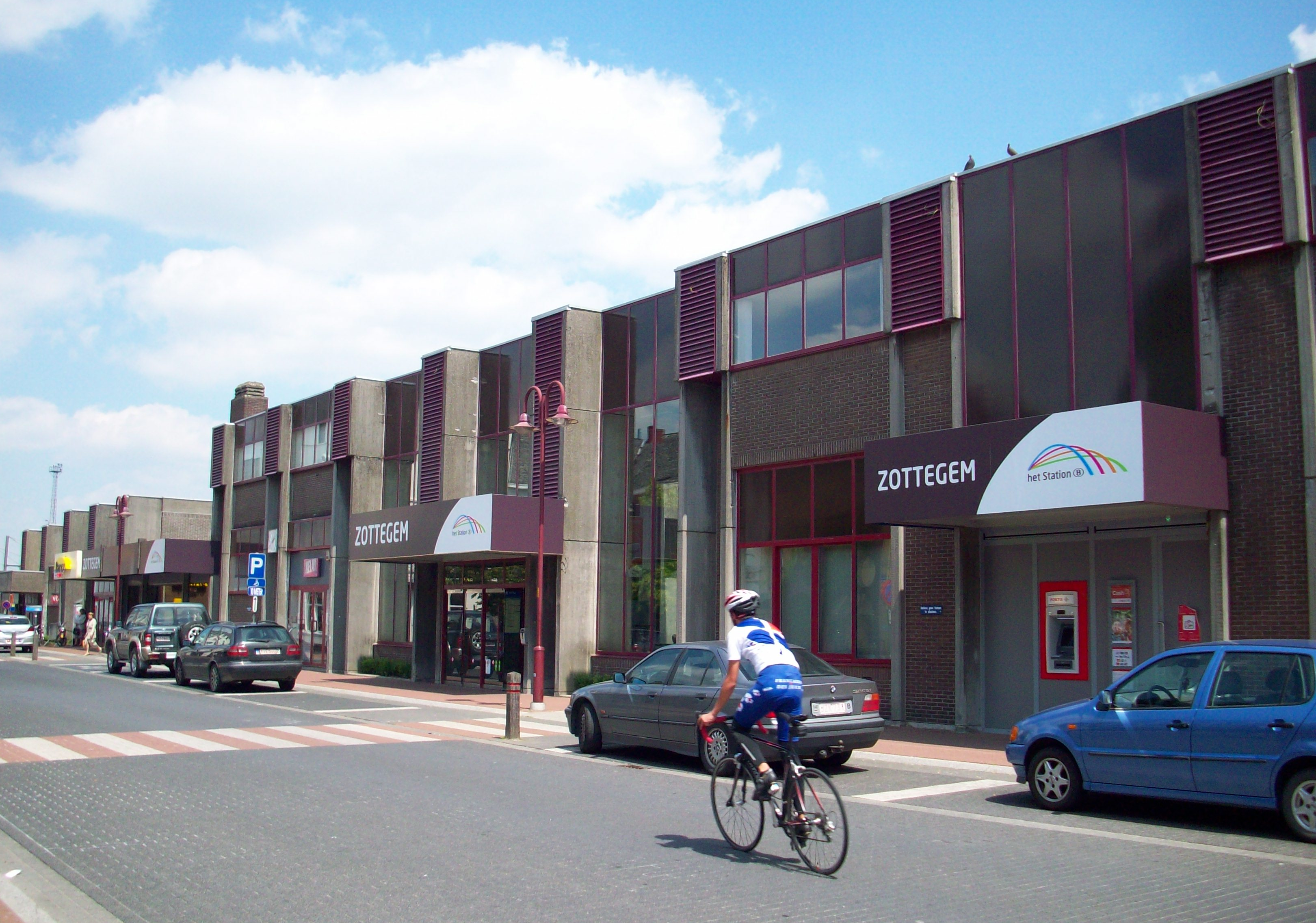
Gare de Zottegem

La ligne S81, qui emprunte la ligne 161 mais évite la Jonction Nord-Midi et les trois gares importantes de cet axe permet d’augmenter la capacité de la ligne 161 en évitant la jonction Nord-Midi qui est complètement saturée aux heures de pointe, pour ce faire, elle emprunte un raccordement très peu utilisé qui mène à la gare de Schaerbeek.
Depuis le 12 décembre 2021, un train S8 sur deux est prolongé jusque Zottegem, empruntant la ligne 50A vers Denderleeuw et la ligne 89 en direction de Zottegem.
Alors que la gare de Bruxelles-Midi est une gare terminus pour l'autre moitié des trains de la ligne S8, un des trains de cette ligne repart vers Grammont (via les lignes 96 et 123) en changeant de numéro, ce train circule le matin dans le sens Grammont - Ottignies et l’après-midi dans le sens Ottignies - Grammont.

### Dessertes

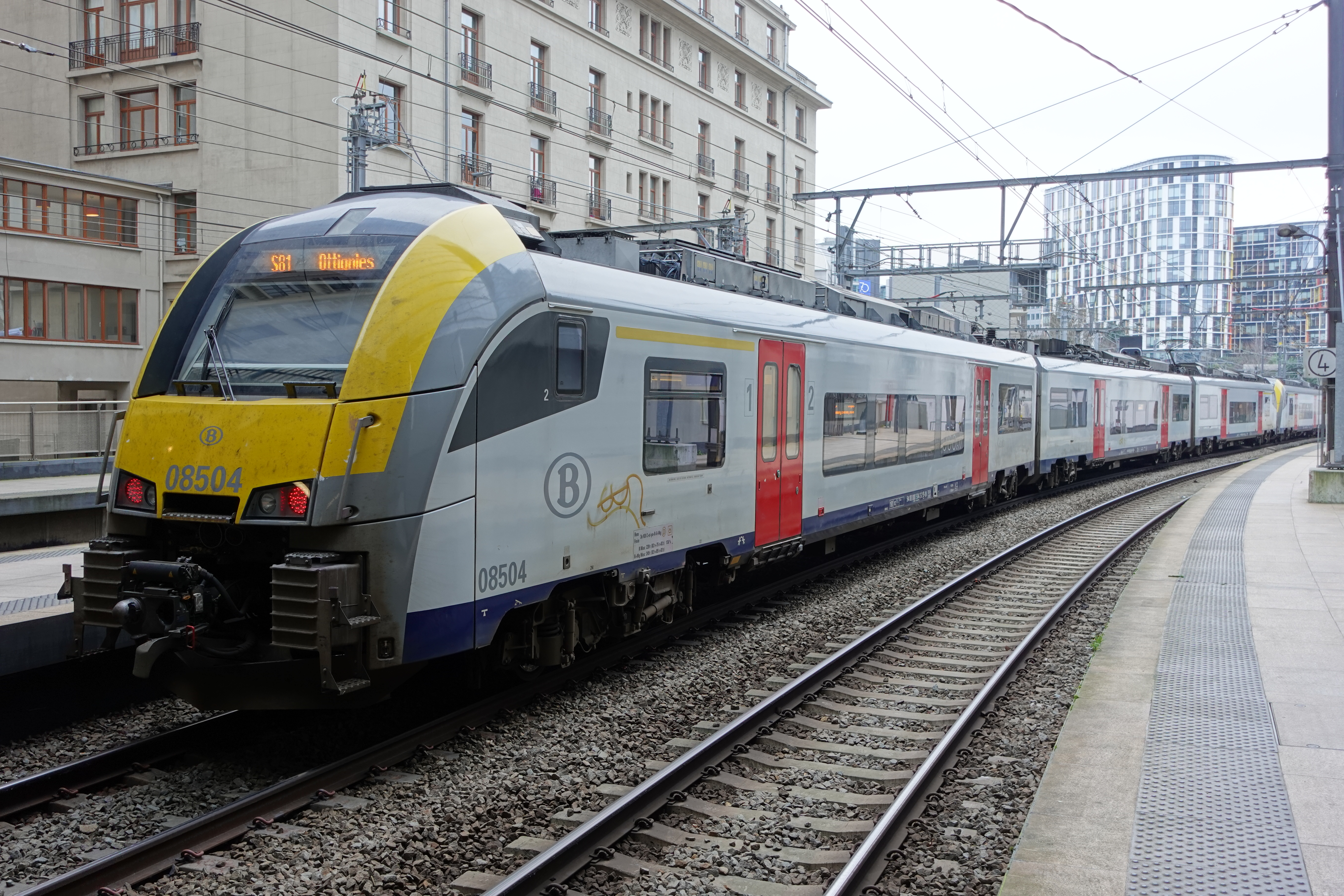
Train S81 en gare de Schuman.

En semaine, la desserte de la ligne S8 comprend quatre dessertes régulières par heure dans chaque sens :
- des trains-navette entre Louvain-la-Neuve et Ottignies (deux par heure) ;
- des trains reliant Louvain-la-Neuve à Bruxelles-Midi (un par heure) ne desservant pas toutes les gares de la ligne[7] ;
- des trains reliant Ottignies à Bruxelles-Midi (un par heure) desservant toutes les gares entre Ottignies et Bruxelles.

En heure de pointe, davantage de trains Ottignies - Bruxelles sont prolongés de et vers Louvain-la-Neuve.
La plupart des trains de la ligne S81 (Schaerbeek - Ottignies) ne dessert que quelques gares entre Bruxelles et Ottignies, la liste des gares qu’ils desservent varie d’un train à l’autre et est explicitée sur la brochure SNCB de la ligne 161.

#### Week-end et jours fériés
La desserte est moins étoffée et comprend uniquement des trains-navette entre Louvain-la-Neuve et Ottignies (deux par heure dans chaque sens) et des trains S8 Bruxelles-Midi - Ottignies.
Il n’y a plus de desserte directe de Louvain-la-Neuve à Bruxelles le week-end, celle-ci nécessite une correspondance à Ottignies avec les trains S8 Ottignies - Bruxelles (1 par heure) ou les trains IC qui desservent Ottignies (deux par heure).

## Projets
Les travaux réalisés dans le cadre du Réseau express régional bruxellois prévoient la mise à quatre voies de la Ligne 161 entre Bruxelles-Schuman et la jonction avec la ligne vers Louvain-la-Neuve. Actuellement (juillet 2018) seule une portion entre Schuman et la bifurcation de Watermael est utilisable tandis que le reste de la ligne est uniquement réalisé en partie (ouvrages d’art, terrassement, assiette, murs antibruit et modernisation des gares). Sur certaines sections, le gros œuvre est entièrement réalisé et seuls les rails et la caténaire restent à poser.
Cette mise à quatre voies, dont l'achèvement prévu pour 2024 est maintenant attendu en juin 2025, permettra d’augmenter le nombre des trains et de fluidifier le trafic en séparant les trains lents et les trains rapides. La SNCB prévoit ainsi de rediriger les trains de la ligne S4 (Alost - Jette - Etterbeek - Merode - Malines) vers Ottignies et Louvain-la-Neuve en complément des trains S8. Les arrêts desservis sur la ligne 161 par ces trains S4 au rythme de deux par heure ne sont pas encore connus.